# Соневицький Леонід Михайлович
Леонід Михайлович Соневицький (25 квітня 1922, Чортків — 6 серпня 1966, Нью-Йорк) — український історик, педагог, редактор. Дійсний член Наукового товариства імені Шевченка та Американської історичної асоціації, член-кореспондент Української вільної академії наук (1956).

## Життєпис
Леонід Соневицький — старший син Михайла Соневицького та пані Ольги з Ласовських. Закінчив Львівську академічну гімназію у 1940 році. Навчався на історичному факультеті в Львівському університеті (1940—1941), Віденському університеті (1945—1946) та Українському вільному університеті, (1946—1948). 14 травня 1948 року отримав диплом доктора філософії в галузі історії України.
Працював Соневицький асистентом кафедри історії України в Українському вільному університеті (1948—1950), секретарем історичної комісії НТШ в Європі (1949—1950), секретарем Церковно-археографічної комісії при Апостольській візитатурі в Західній Європі (1949—1950).
Соневицький емігрував у США, де навчався на факультеті політичних наук Колумбійського університету в Нью-Йорку (1952—1953, 1957—1959), де отримав ступінь магістра з політології (історія Східної Європи).
Працював секретарем, заступником голови Історичної секції ВУАН (1951—1961), секретарем управи УВАН (із 1954) та редактором часопису УВАН «The Annals» (із 1959). 1958—1961 роках активно співробітничав з «Енциклопедією українознавства». У 1960—1961 роках викладав історичні дисципліни в університету Сетон Гол в Оранж. 1963 року отримав ступінь магістра з бібліотекознавства та почав працювати бібліотекарем у Бруклінському коледжі. Досліджував історію української церкви 15—18 ст., дипломатично-політичну історію України 20 ст., українську історіографію. Друкувався переважно у виданнях УВАН. Багато наукових праць Соневицького залишилися в рукописах.

## Доробок
- Український єпископат Перемиської і Холмської єпархії в 15—16 ст. Рим, 1955 (докторська дис.)
- Bukovina in the Diplomatic Negotiations of 1914. New York, 1959
- Історія України: Синхроністично-хронологічна таблиця. Мюнхен, 1960
- УВАН у США й українська історична наука. В кн.: 10-ліття УВАН у США. Нью-Йорк, 1961
- The Ukrainian Question in R.H. Lord's Writings on the Paris Peace Conference of 1919. «The Annals» (New York), 1964, vol. 10, no. 1—2 (також окремим вид. — Нью-Йорк, 1964)
- Володимир Антонович і українська історична наука в Галичині. «Український історик», 1981, № 1—4